# Sakumono
Sakumono – miasto w Ghanie, w regionie Wielka Akra, w dystrykcie Tema.